# Соммерс, Стивен
Стивен Соммерс (род. 20 марта 1962, Индианаполис) — американский кинорежиссёр, актёр, сценарист и продюсер. Известен как режиссёр первых двух фильмов кинотрилогии «Мумия».

## Ранняя жизнь
Стивен Соммерс родился в Индианаполисе, Индиане, и вырос в Сент-Клауде, Миннесоте, где он поступил в школу «St. Cloud Apollo High School». В 1980 году он окончил «Университет Святого Джона» в Колледжвилле, Миннесоте, и «Севильский университет» в Испании. После окончания, он провёл 4 года как актёр в театральных группах и как руководитель рок-банд по всей Европе. Он моментально вернулся в Соединённые Штаты и переехал в Лос-Анджелес, где он окончил «Школу Кинематографических Искусств USC» за три года, заработав степень магистра и выиграв премию за режиссёрскую и над сценарием работы короткометражки «Превосходное алиби».

## Карьера
«Превосходное алиби» помогло Соммерсу приобрести независимое финансирование, чтобы написать сценарий и снять свой первый полнометражный фильм, гоночный подростковый фильм «Поймай меня, если сможешь», снятый за 800 000 долларов в своём родном городе Сент-Клауде. Фильм продали на Каннском кинофестивале за 7 миллионов долларов и позже дебютировал на видео в Соединённых Штатах.
Почти четыре года спустя, банкротство и опасность того, что его дом будет отобран, он написал сценарий и снял адаптацию классической сказки Марка Твена «Приключения Гека Финна» для Walt Disney Pictures, так же как и «Книгу джунглей». Позже он написал сценарии к фильмам «Стрелок» и «Том и Гек», где он также был исполнительным продюсером для Disney (наряду с теле-версией 1997 года «Оливера Твиста» с Ричардом Дрейфусом и Элайджей Вудом в главных ролях), и также работал сценаристом в Hollywood Pictures. Пока там он был, он работал над сценарием, названным «Щупальца», позже который он снял под названием «Подъём с глубины» в 1998 году.
В 1999 году он написал сценарий и снял высоко-бюджетный ремейк фильма «Мумия» для Universal Studios. Фильм стал хитом, а Соммерс получил 2 номинации на премию «Сатурн» за «лучшую режиссуру» и «лучший сценарий» в 2000 году Академией научной фантастики, фэнтези и фильмов ужасов. Успешный сиквел, «Мумия возвращается», последовал два года спустя, и он также был автором сценария и продюсером фильма 2002 года «Царь скорпионов», приквела/спин-оффа фильма «Мумия возвращается».
В 2004 году Соммерс основал свою собственную компанию (вместе партнёром монтажёром/продюсером Бобом Дюксэем), «The Sommers Company», и вернулся на киноэкран с фильмом «Ван Хельсинг», где повествуется о легендарном охотнике на вампиров Гэбриеле Ван Хельсинге, сражающемся против монстров Universal: графа Дракулы, Человека-волка и чудовища Франкенштейна. До того как «Ван Хельсинг» вышел на экраны, Соммерс и Дюксэй начали производство спин-оффа-телесериала «Трансильвания» на канале NBC.
Со времён «Ван Хельсинга» Соммерс был привлечён ко множеству проектов. Изначально он должен был стать режиссёром фильма «Ночь в музее», но выбыл из-за творческих разногласий. Он был также привлечён к ремейку фильма «Когда миры столкнутся» (где исполнительным продюсером был Стивен Спилберг), новой адаптации романа «Флэша Гордона», удалого приключенческого фильма «Airborn» по одноимённому роману, романтической/приключенческой истории, названной «Большая любовь», и ремейку французского фильма «Les Victimes». Соммерс отказался стать режиссёром фильма «Мумия: Гробница императора драконов», вместо этого став одним из продюсеров фильма.
Соммерс снял адаптацию 2009 года «G.I. Joe: Бросок кобры» для Paramount Pictures, где он также был продюсером фильма. Примерно в то же время он разрабатывал адаптацию «Тарзана» для Warner Bros., но покинул проект. Его очередной фильм, «Странный Томас», был снят с релиза на неопределённый срок из-за судебных исков против производственной компании.

## Фильмография
| Год(ы)  | Фильм                               | Режиссёр | Сценарист | Продюсер         | Прмечания                                          |
| ------- | ----------------------------------- | -------- | --------- | ---------------- | -------------------------------------------------- |
| 1988    | Идеальное алиби                     | Да       | Да        | Нет              | Короткометражный                                   |
| 1989    | Поймай меня, если сможешь           | Да       | Да        | Нет              |                                                    |
| 1993    | Приключения Гека Финна              | Да       | Да        | Нет              |                                                    |
| 1994    | Стрелок                             | Нет      | Да        | Нет              |                                                    |
| 1994    | Книга джунглей                      | Да       | Да        | Нет              |                                                    |
| 1995    | Том и Гек                           | Нет      | Да        | Исполнительный   |                                                    |
| 1997    | Волшебный мир Дисней                | Нет      | Нет       | Соисполнительный | Сериал; эпизод «Оливер Твист», также скрипт-доктор |
| 1998    | Подъём с глубины                    | Да       | Да        | Нет              |                                                    |
| 1999    | Мумия                               | Да       | Да        | Нет              |                                                    |
| 2001    | Мумия возвращается                  | Да       | Да        | Нет              |                                                    |
| 2001-03 | Мумия                               | Нет      | Нет       | Исполнительный   | Мультсериал; 26 эпизодов                           |
| 2002    | Царь скорпионов                     | Нет      | Да        | Да               |                                                    |
| 2004    | Ван Хельсинг: Лондонское задaние    | Нет      | Нет       | Исполнительный   | Короткометражный мультфильм                        |
| 2004    | Ван Хельсинг                        | Да       | Да        | Да               |                                                    |
| 2004    | Месть Мумии: Поездкa                | Да       | Да        | Нет              | Короткометражный видеоаттракцион                   |
| 2008    | Мумия: Гробница императора драконов | Нет      | Нет       | Да               | Также скрипт-доктор                                |
| 2009    | Бросок кобры                        | Да       | Сюжет     | Исполнительный   | Также исполнительный продюсер саундтрекa           |
| 2012    | Царь скорпионов 3: Книга мёртвых    | Нет      | Нет       | Исполнительный   |                                                    |
| 2013    | G.I. Joe: Бросок кобры 2            | Нет      | Нет       | Исполнительный   |                                                    |
| 2013    | Странный Томас                      | Да       | Да        | Да               |                                                    |
| 2015    | Царь скорпионов 4: Утерянный трон   | Нет      | Нет       | Исполнительный   |                                                    |
| 2018    | Царь скорпионов 5: Книга душ        | Нет      | Нет       | Исполнительный   |                                                    |

Также не указaнный в титрах продюсер фильма Царь скорпионов 2: Восхождение воина (2008).

## Сотрудничества
У Стивена Соммерса есть актёры, которые снялись сразу в нескольких его фильмах а именно:
| Фильм                     | Приключения Гека Финна | Книга джунглей | Подъём с глубины | Мумия     | Мумия возвращается | Ван Хельсинг | Бросок кобры | Странный Томас |
| Актёр / Год               | 1993                   | 1994           | 1998             | 1999      | 2001               | 2004         | 2009         | 2013           |
| ------------------------- | ---------------------- | -------------- | ---------------- | --------- | ------------------ | ------------ | ------------ | -------------- |
| Джейсон Флеминг           |                        | зелёная ✓      | зелёная ✓        |           |                    |              |              |                |
| Кевин Дж. О’Коннор        |                        |                | зелёная ✓        | зелёная ✓ |                    | зелёная ✓    | зелёная ✓    |                |
| Брендан Фрэйзер           |                        |                |                  | зелёная ✓ | зелёная ✓          |              | зелёная ✓    |                |
| Рэйчел Вайс               |                        |                |                  | зелёная ✓ | зелёная ✓          |              |              |                |
| Джон Ханна                |                        |                |                  | зелёная ✓ | зелёная ✓          |              |              |                |
| Арнольд Вослу             |                        |                |                  | зелёная ✓ | зелёная ✓          |              | зелёная ✓    | зелёная ✓      |
| Одед Фер                  |                        |                |                  | зелёная ✓ | зелёная ✓          |              |              |                |
| Патрисия Веласкес         |                        |                |                  | зелёная ✓ | зелёная ✓          |              |              |                |
| Алан Армстронг            |                        |                |                  |           | зелёная ✓          | зелёная ✓    |              |                |
| Робби Колтрейн            | зелёная ✓              |                |                  |           |                    | зелёная ✓    |              |                |
| Шулер Хенсли              |                        |                |                  |           |                    | зелёная ✓    |              | зелёная ✓      |
| Адевале Акиннуойе-Агбадже |                        |                |                  |           | зелёная ✓          |              | зелёная ✓    |                |